# Lozay
Lozay é uma comuna francesa na região administrativa da Nova Aquitânia, no departamento de Charente-Maritime. Estende-se por uma área de 11,85 km². Em 2010 a comuna tinha 138 habitantes (densidade: 11,6 hab./km²).